# (120375) Kugel
Pour les articles homonymes, voir Kugel (homonymie).
(120375) Kugel est un astéroïde de la ceinture principale.

## Description
(120375) Kugel est un astéroïde de la ceinture principale. Il fut découvert le 10 août 2005 à Ottmarsheim par Claudine Rinner. Il présente une orbite caractérisée par un demi-grand axe de 2,32 UA, une excentricité de 0,22 et une inclinaison de 2,8° par rapport à l'écliptique.

## Compléments